# Gujia

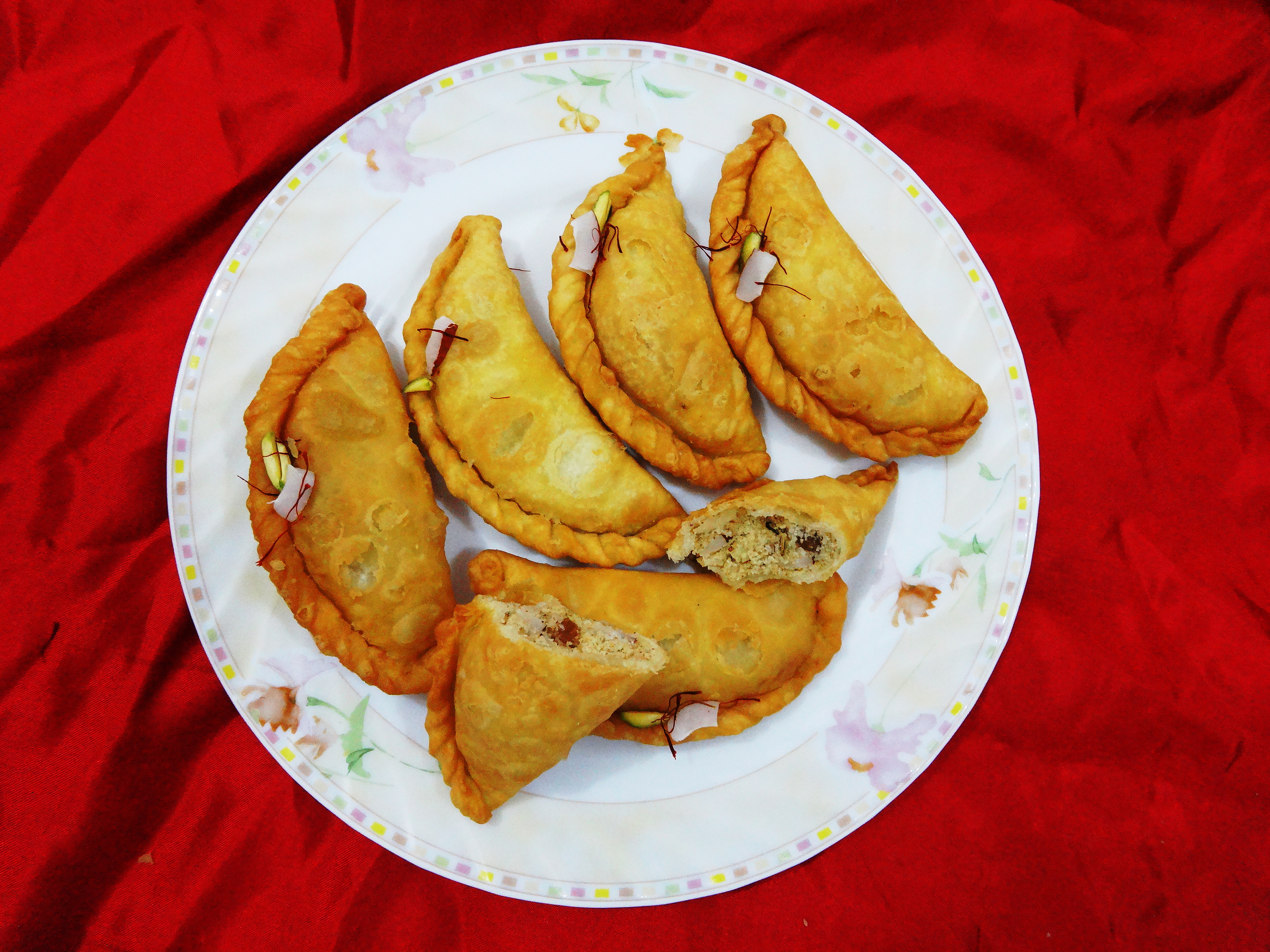
Des gujia avec du safran.

Le gujia (en hindi : गुजिया), aussi appelé gujhia ou purukiya, est une pâtisserie frite préparée à partir de semoule (suji) ou de farine maida et farcie de khoya. Il est courant dans le nord de l'Inde, en particulier dans les États de Bihar, de l'Uttar Pradesh, de Madhya Pradesh et du Rajasthan.
L'enveloppe des gujia ressemble à celle des samoussas, toutefois, leur forme est très particulière. Les gujia sont farcis avec un mélange de fruits secs grillés et pilés, de khoya, de noix de coco et, pour leur donner une texture granuleuse, un peu de semoule ou de la farine de blé grossièrement moulue.

## Pâtisseries similaires
Le gujia figure dans plusieurs cuisines régionales indiennes, mais avec différentes garnitures.
Les neureos sont des pâtisseries feuilletées contenant une farce sucrée. On peut les trouver à Goa, il s'agit traditionnellement d'un plat pour Noël. Les Goanais hindous préparent aussi une autre variante pour Ganesh Chaturthi qu'ils appellent nevri.
Les gujia sont appelés purukiya dans l'État de Bihar. Ils y sont très populaires et il en existe deux types. Pour les suji purukiya, la semoule (suji) est grillée avec du ghee, du sucre, des noix de cajou, de la noix de coco râpée, de la cardamome, des raisins secs et d'autres noix, puis frite dans du ghee. Pour les khoya purukiya, du khoya pur est mélangé à des noix et du sucre puis frit.
Ils sont appelés ghughra en gujarati, karanji en marathi, karachika ou somas en tamoul, karjikayi en kannada et en télougou. Ils sont farcis avec des préparations gourmandes à base de noix de coco, sèche ou humide.